# Patrice Tardif (homme politique)
Pour les articles homonymes, voir Tardif.
Cet article concerne l'homme politique du Québec. Pour le joueur de hockey sur glace, voir Patrice Tardif (hockey sur glace).
Patrice Tardif (né le 17 juin 1904 à Saint-Méthode d'Adstock, mort le 1er mai 1989 à Québec) est un fermier, animateur, gestionnaire et homme politique québécois.  Il a été député à l'Assemblée législative du Québec de 1935 à 1939 et de 1944 à 1952 et ministre de 1944 à 1952.

## Biographie
Il est le fils de Napoléon Tardif, cultivateur, et d'Alexina Doyon.  Il suit des cours d'agriculture de l'Union catholique des cultivateurs (UCC) et de génétique avicole à Sainte-Anne-de-la-Pocatière.
Jusqu'en 1923, il travaille à la ferme familiale.  Il travaille ensuite dans une usine au Massachusetts. Il épouse Florida Jolicœur le 13 avril 1925 à Saint-Méthode. En 1926, il devient propriétaire de la ferme paternelle. De 1932 à 1935, il est animateur pour l'Union catholique des cultivateurs.  De 1933 à 1935, il est président régional de l'UCC.  Il a été gérant de la Société coopérative des producteurs de dindons de Frontenac, président de la compagnie Le Groin et vice-président de la compagnie Avico.

### Politique
Lors de l'élection générale québécoise de 1935, il est élu député de l'Action libérale nationale dans la circonscription de Frontenac à l'Assemblée nationale, l'emportant sur le député sortant Henri-Louis Gagnon, du Parti libéral. À l'élection générale de 1936, il est réélu député, cette fois de l'Union nationale.  Il est défait lors de l'élection générale de 1939 par le candidat du Parti libéral, Henri-Louis Gagnon.
Du 11 janvier 1939 au 8 janvier 1947, il est maire de Saint-Méthode d'Astock. Du 8 mars 1939 au 11 mars 1941 et du 13 mars 1945 au 12 mars 1947, il est préfet du comté de Frontenac.
Lors de l'élection générale de 1944, il est de nouveau élu député à l'Assemblée nationale, défaisant de nouveau Henri-Louis Gagnon. Le 30 août 1944, il est assermenté ministre sans portefeuille dans le second gouvernement Duplessis. Il participe à la préparation de la Loi sur l'électrification rurale, adoptée en 1945, qui accorde des subventions afin de développer des coopératives d'électricité. En août 1945, il fait partie de la délégation du Québec à la Conférence du rétablissement, conférence fédérale-provinciale sur le partage des revenus entre les États fédérés et fédéral en prévision de la période d'après-guerre. Il est réélu député lors de l'élection générale de 1948. Il est défait lors de l'élection générale de 1952 par le candidat du Parti libéral, Gérard Noël.
Le 1er août 1952, il est nommé conseiller législatif de la division De La Vallière. Il est nommé whip du Conseil législatif en 1966. Il y siège jusqu'à l'abolition du Conseil législatif, le 31 décembre 1968.

### Autres activités
De 1943 à 1970, il est organisateur de retraites fermées. Il fonde la corporation du Foyer Valin et il en est président à partir de 1954. De 1970 à 1972, il étudie la catéchèse à l'université Laval. De 1971 à 1976, il est vice-président du Conseil régional de pastorale. De 1972 à 1976, il suit des cours d'animation à Cap-Rouge. De 1978 à 1982, il est président de la Fédération de l'âge d'or du Québec.
Il meurt en 1989, à l'âge de 84 ans. Il est inhumé le 6 mai 1989 au cimetière de Saint-Méthode-de-Frontenac avec son épouse née Florida Jolicoeur (1905-1990).
Il est le grand-père du hockeyeur Patrice Tardif.

## Honneurs
- Commandeur de l'Ordre du mérite agricole[1]
- Récipiendaire de la médaille du roi George VI[1]